# FA Cup 1889-90
Football Association Challenge Cup 1889–90 var den 19. udgave af Football Association Challenge Cup, nutildags bedre kendt som FA Cup. Turneringen blev afviklet som en cupturnering med deltagelse af 136 klubber. De første kampe blev spillet den 5. oktober 1889, og finalen blev afviklet den 29. marts 1890 på Kennington Oval i London, hvor Blackburn Rovers FC besejrede The Wednesday FC med 6-1. Det var fjerde gang, at Blackburn Rovers vandt FA Cup'en – de tre første sejre var opnået i sæsonerne 1883-84, 1884-85 og 1885-86.

## Resultater

### Blackburn Rovers' vej til sejren
| Runde        | Dato  | Kamp                                             | Res. |
| ------------ | ----- | ------------------------------------------------ | ---- |
| Første runde | 18.1. | Blackburn Rovers FC – Sunderland AFC             | 4–2  |
| Anden runde  | 1.2.  | Blackburn Rovers FC – Grimsby Town FC            | 3–0  |
| Kvartfinale  | 15.2. | Bootle FC – Blackburn Rovers FC                  | 0–7  |
| Semifinale   | 8.3.  | Blackburn Rovers FC – Wolverhampton Wanderers FC | 1–0  |
| Finale       | 29.3. | Blackburn Rovers FC – The Wednesday FC           | 6–1  |

### Første kvalifikationsrunde
Første kvalifikationsrunde havde deltagelse af 74 hold, der spillede om 37 ledige pladser i anden kvalifikationsrunde.
| Dato  | Kamp                                                 | Res.   |
| ----- | ---------------------------------------------------- | ------ |
| 5.10. | Attercliffe FC – Whitby FC                           | [0]5–0 |
| 5.10. | Birtley FC – Bishop Auckland FC                      | 3–1    |
| 5.10. | Bishop Auckland Church Institute FC – Stockton FC    | 0–9    |
| 5.10. | Boston FC – Gainsborough Trinity FC                  | 0–2    |
| 5.10. | Chatham FC – Crusaders FC                            | 4–5    |
| 5.10. | Chesham FC – Maidenhead FC                           | 0–1    |
| 5.10. | Chester FC – Over Wanderers FC                       | 2–0    |
| 5.10. | Chester St. Oswald's FC – Druids FC                  | 4–0    |
| 5.10. | Darlington St. Augustines FC – Darlington FC         | 5–0    |
| 5.10. | Denton FC – Gorton Villa FC                          | 1–5    |
| 5.10. | Derby Junction FC – Matlock Town FC                  | 4–2    |
| 5.10. | Dulwich FC – Old St. Paul's FC                       | 0–9    |
| 5.10. | Gateshead NER FC – Elswick Rangers FC                | 1–0    |
| 5.10. | Halliwell FC – Clitheroe FC                          | 5–0    |
| 5.10. | Heanor Town FC – Long Eaton Midland FC               | 7–1    |
| 5.10. | Jardines FC – Notts Swifts FC                        | 4–1    |
| 5.10. | Macclesfield Town FC – Hartford & Davenham United FC | 2–4    |
| 5.10. | Middlesbrough FC – South Bank FC                     | 3–4    |
| 5.10. | Millwall Athletic FC – Schorne College FC            | 0–4    |
| 5.10. | Newcastle East End FC – Shankhouse FC                | 4–0    |

| Dato    | Kamp                                                | Res.  |
| ------- | --------------------------------------------------- | ----- |
| 5.10.   | Newcastle West End FC – Port Clarence FC            | 9–1   |
| 5.10.   | Old Brightonians FC – Marlow FC                     | 4–0   |
| 5.10.   | Old Harrovians FC – Norwich Thorpe FC               | 2–4   |
| 5.10.   | Old St. Mark's FC – Norwich CEYMS FC                | 5–5   |
| 5.10.   | Old Wykehamists FC – Rochester FC                   | 3–4   |
| 5.10.   | Redcar FC – Clinton FC                              | 1–0   |
| 5.10.   | Rotherham Swifts FC – Owlerton FC                   | 9–1   |
| 5.10.   | Rotherham Town FC – Doncaster Rovers FC             | 2–1   |
| 5.10.   | Royal Arsenal FC – Lyndhurst FC                     | 11–00 |
| 5.10.   | Scarborough FC – Sheffield United FC                | 1–6   |
| 5.10.   | Shrewsbury Town FC – Nantwich FC                    | 3–2   |
| 5.10.   | Walsall Town Swifts FC – Wellington St. George's FC | 3–0   |
| 5.10.   | Watford Rovers FC – Swindon Town FC                 | 5–3   |
| 5.10.   | Wednesbury Old Athletic FC – Leek FC                | 1–0   |
| 5.10.   | Whitburn FC – Morpeth Harriers FC                   | 7–1   |
| –       | Clapton FC – London Caledonians FC                  | w.o.  |
| –       | South Shore FC – Workington FC                      | w.o.  |
| Omkampe |                                                     |       |
| 12.10.  | Old St. Mark's FC – Norwich CEYMS FC                | 2–1   |
| 12.10.  | Whitby FC – Attercliffe FC                          | 6–0   |

### Anden kvalifikationsrunde
Anden kvalifikationsrunde havde deltagelse af 74 hold, der spillede om 37 ledige pladser i tredje kvalifikationsrunde. 37 af holdene var vindere fra første kvalifikationsrunde, mens de resterende 37 hold først trådte ind i turneringen i anden kvalifikationsrunde.
| Dato   | Kamp                                                 | Res.   |
| ------ | ---------------------------------------------------- | ------ |
| 26.10. | Beeston St. John's FC – Jardines FC                  | 1–3    |
| 26.10. | Birtley FC – Newcastle West End FC                   | 1–2    |
| 26.10. | Burton Swifts FC – Great Bridge Unity FC             | 5–3    |
| 26.10. | Burton Wanderers FC – Wednesbury Old Athletic FC     | 2–3    |
| 26.10. | Casuals FC – Swifts FC                               | 3–8    |
| 26.10. | Chester FC – Burslem Port Vale FC                    | 1–0    |
| 26.10. | Chester St. Oswald's FC – Shrewsbury Town FC         | 6–1    |
| 26.10. | Clapton FC – Rochester FC                            | 3–0    |
| 26.10. | Crusaders FC – Old St. Mark's FC                     | 2–0    |
| 26.10. | Darlington St. Augustines FC – Newcastle East End FC | 2–1    |
| 26.10. | Derby Junction FC – Belper Town FC                   | 6–1    |
| 26.10. | Gorton Villa FC – Darwen FC                          | 2–7    |
| 26.10. | Hartford & Davenham United FC – Crewe Alexandra FC   | 0–4    |
| 26.10. | Heanor Town FC – Derby Midland FC                    | 2–7    |
| 26.10. | Lincoln City FC – Notts Olympic FC                   | 2–1    |
| 26.10. | Linfield AC – Cliftonville FC                        | 4–0    |
| 26.10. | Liverpool Stanley FC – Halliwell FC                  | 0–2    |
| 26.10. | Long Eaton Rangers FC – Staveley FC                  | 1–3    |
| 26.10. | Loughborough FC – Derby St. Luke's FC                | [0]2–1 |
| 26.10. | Maidenhead FC – Luton Town FC                        | 1–2    |

| Dato    | Kamp                                        | Res. |
| ------- | ------------------------------------------- | ---- |
| 26.10.  | Northwich Victoria FC – Wrexham AFC         | 3–1  |
| 26.10.  | Norwich Thorpe FC – Royal Arsenal FC        | 2–2  |
| 26.10.  | Notts Rangers FC – Beeston FC               | 3–2  |
| 26.10.  | Old Etonians FC – Old Brightonians FC       | 3–3  |
| 26.10.  | Oldbury Town FC – Small Heath FC            | 1–3  |
| 26.10.  | Reading FC – Old St. Paul's FC              | 3–4  |
| 26.10.  | Redcar FC – Rotherham Town FC               | 1–8  |
| 26.10.  | Schorne College FC – Watford Rovers FC      | 1–2  |
| 26.10.  | Sheffield FC – Sheffield Walkley FC         | 2–0  |
| 26.10.  | Sheffield United FC – Sheffield Heeley FC   | 1–0  |
| 26.10.  | South Bank FC – Whitburn FC                 | 3–0  |
| 26.10.  | South Shore FC – Witton FC                  | 3–1  |
| 26.10.  | Stockton FC – Gateshead NER FC              | 5–0  |
| 26.10.  | Warwick County FC – Walsall Town Swifts FC  | 1–1  |
| 26.10.  | Whitby FC – Rotherham Swifts FC             | 1–5  |
| –       | Gainsborough Trinity FC – Kettering Town FC | w.o. |
| –       | Higher Walton FC – Blackburn Park Road FC   | w.o. |
| Omkampe |                                             |      |
| 2.11.   | Old Brightonians FC – Old Etonians FC       | 4–1  |
| 2.11.   | Walsall Town Swifts FC – Warwick County FC  | 2–0  |
| 9.11.   | Derby St. Luke's FC – Loughborough FC       | 2–0  |
| –       | Royal Arsenal FC – Norwich Thorpe FC        | w.o. |

### Tredje kvalifikationsrunde
Tredje kvalifikationsrunde havde deltagelse af 40 hold, der spillede om 20 ledige pladser i fjerde kvalifikationsrunde. 37 af holdene var vindere fra anden kvalifikationsrunde, mens de resterende tre hold først trådte ind i turneringen i anden kvalifikationsrunde.
| Dato   | Kamp                                       | Res. |
| ------ | ------------------------------------------ | ---- |
| 11.11. | Sheffield United FC – Sheffield FC         | 3–0  |
| 16.11. | Burton Swifts FC – Walsall Town Swifts FC  | 1–6  |
| 16.11. | Chester St. Oswald's FC – Chester FC       | 0–3  |
| 16.11. | Crewe Alexandra FC – Northwich Victoria FC | 9–0  |
| 16.11. | Darwen FC – Halliwell FC                   | 4–1  |
| 16.11. | Derby St. Luke's FC – Derby Midland FC     | 0–1  |
| 16.11. | Jardines FC – Gainsborough Trinity FC      | 2–2  |
| 16.11. | Newcastle West End FC – South Bank FC      | 5–2  |
| 16.11. | Notts Rangers FC – Lincoln City FC         | 2–7  |
| 16.11. | Old St. Paul's FC – Luton Town FC          | 4–0  |
| 16.11. | Rotherham Swifts FC – Rotherham Town FC    | 0–0  |
| 16.11. | Royal Arsenal FC – Crusaders FC            | 5–2  |

| Dato    | Kamp                                        | Res. |
| ------- | ------------------------------------------- | ---- |
| 16.11.  | South Shore FC – Higher Walton FC           | 6–2  |
| 16.11.  | Staveley FC – Derby Junction FC             | 2–0  |
| 16.11.  | Stockton FC – Darlington St. Augustines FC  | 3–1  |
| 16.11.  | Watford Rovers FC – Swifts FC               | 2–5  |
| 16.11.  | Wednesbury Old Athletic FC – Small Heath FC | 1–5  |
| –       | Clapton FC – Old Brightonians FC            | w.o. |
| –       | Distillery FC – Belfast YMCA FC             | w.o. |
| –       | Linfield AC – Belfast North End FC          | w.o. |
| Omkampe |                                             |      |
| 18.11.  | Rotherham Town FC – Rotherham Swifts FC     | 2–1  |
| 25.11.  | Gainsborough Trinity FC – Jardines FC       | 4–1  |

### Fjerde kvalifikationsrunde
Fjerde kvalifikationsrunde havde deltagelse af 20 hold, der spillede om 10 ledige pladser i første runde.
| Dato    | Kamp                                      | Res. |
| ------- | ----------------------------------------- | ---- |
| 7.12.   | Chester FC – Crewe Alexandra FC           | 2–1  |
| 7.12.   | Derby Midland FC – Staveley FC            | 6–0  |
| 7.12.   | Distillery FC – Linfield AC               | 3–3  |
| 7.12.   | Lincoln City FC – Gainsborough Trinity FC | 5–3  |
| 7.12.   | Old St. Paul's FC – Clapton FC            | 0–6  |
| 7.12.   | Rotherham Town FC – Sheffield United FC   | 2–2  |
| 7.12.   | Royal Arsenal FC – Swifts FC              | 1–5  |
| 7.12.   | Small Heath FC – Walsall Town Swifts FC   | 4–0  |
| 7.12.   | South Shore FC – Darwen FC                | 2–0  |
| 7.12.   | Stockton FC – Newcastle West End FC       | 0–1  |
| Omkampe |                                           |      |
| 14.12.  | Linfield AC – Distillery FC               | 3–5  |
| 21.12.  | Sheffield United FC – Rotherham Town FC   | 2–1  |

### Første runde
Første runde havde deltagelse 32 hold. 10 af holdene havde spillet sig igennem kvalifikationsrunderne, mens 22 hold først trådte ind i turneringen i første runde.
| Dato   | Kamp                                            | Res.   |
| ------ | ----------------------------------------------- | ------ |
| 18.1.  | Accrington FC – West Bromwich Albion FC         | [0]3–1 |
| 18.1.  | Birmingham St. George's FC – Notts County FC    | 4–4    |
| 18.1.  | Blackburn Rovers FC – Sunderland AFC            | 4–2    |
| 18.1.  | Bolton Wanderers FC – Distillery FC             | 10–20  |
| 18.1.  | Bootle FC – Sunderland Albion FC                | 1–3    |
| 18.1.  | Derby Midland FC – Nottingham Forest FC         | 3–0    |
| 18.1.  | Everton FC – Derby County FC                    | 11–20  |
| 18.1.  | Lincoln City FC – Chester FC                    | 2–0    |
| 18.1.  | Newcastle West End FC – Grimsby Town FC         | 1–2    |
| 18.1.  | Preston North End FC – Newton Heath FC          | 6–1    |
| 18.1.  | Sheffield United FC – Burnley FC                | 2–1    |
| 18.1.  | The Wednesday FC – Swifts FC                    | 6–1    |
| 18.1.  | Small Heath FC – Clapton FC                     | 3–1    |
| 18.1.  | South Shore FC – Aston Villa FC                 | 2–4    |
| 18.1.  | Stoke FC – Old Westminsters FC                  | 3–0    |
| 18.1.  | Wolverhampton Wanderers FC – Old Carthusians FC | 2–0    |
| Omkamp |                                                 |        |
| 25.1.  | Accrington FC – West Bromwich Albion FC         | 3–0    |
| 25.1.  | Notts County FC – Birmingham St. George's FC    | 6–2    |

### Anden runde
Anden runde havde deltagelse af de 16 hold, der gik videre fra første runde, og holdene spillede om otte ledige pladser i kvartfinalerne.
| Dato | Kamp                                        | Res.  |
| ---- | ------------------------------------------- | ----- |
| 1.2. | Blackburn Rovers FC – Grimsby Town FC       | 3–0   |
| 1.2. | Bolton Wanderers FC – Sheffield United FC   | 13–00 |
| 1.2. | Bootle FC – Derby Midland FC                | 2–1   |
| 1.2. | Notts County FC – Aston Villa FC            | 4–1   |
| 1.2. | Preston North End FC – Lincoln City FC      | 4–0   |
| 1.2. | The Wednesday FC – Accrington FC            | 2–1   |
| 1.2. | Stoke FC – Everton FC                       | 4–2   |
| 1.2. | Wolverhampton Wanderers FC – Small Heath FC | 2–1   |

### Kvartfinaler
Kvartfinalerne havde deltagelse af de otte hold, der gik videre fra anden runde, og holdene spillede om fire ledige pladser i semifinalerne.
| Dato         | Kamp                                       | Res.   |
| ------------ | ------------------------------------------ | ------ |
| 15.2.        | Bootle FC – Blackburn Rovers FC            | 0–7    |
| 15.2.        | Preston North End FC – Bolton Wanderers FC | 2–3    |
| 15.2.        | The Wednesday FC – Notts County FC         | [0]5–0 |
| 15.2.        | Wolverhampton Wanderers FC – Stoke FC      | [0]4–0 |
| Omkampe      |                                            |        |
| 22.2.        | The Wednesday FC – Notts County FC         | [0]2–3 |
| 22.2.        | Wolverhampton Wanderers FC – Stoke FC      | 8–0    |
| Anden omkamp |                                            |        |
| 3.3.         | The Wednesday FC – Notts County FC         | 2–1    |

### Semifinaler
Semifinalerne havde deltagelse af de fire hold, der gik videre fra kvartfinalerne.
| Dato | Kamp                                             | Res. | Spillested |
| ---- | ------------------------------------------------ | ---- | ---------- |
| 8.3. | Blackburn Rovers FC – Wolverhampton Wanderers FC | 1–0  | Derby      |
| 8.3. | The Wednesday FC – Bolton Wanderers FC           | 2–1  | Birmingham |

### Finale
| Dato  | Kamp                                   | Res. | Tilskuere | Spillested              |
| ----- | -------------------------------------- | ---- | --------- | ----------------------- |
| 29.3. | Blackburn Rovers FC – The Wednesday FC | 6–1  | 20.000    | Kennington Oval, London |